# Rita Ora
Rita Sahatçiu Ora (hay Rita Sahatçiu, sinh ngày 26 tháng 11 năm 1990) là một nữ ca sĩ, nhạc sĩ, nhân vật truyền hình kiêm diễn viên người Anh gốc Albania. Cô đã nổi lên vào tháng 2 năm 2012 khi cô tham gia vào chương trình "Hot Right Now" của DJ Fresh, bộ phim đạt vị trí quán quân tại Anh. Album studio ra mắt của cô, Ora, được phát hành vào tháng 8 năm 2012, đã ra mắt ở vị trí số một tại Anh. Album chứa các đĩa đơn số một ở Anh "R.I.P." và "How We Do (Party)". Ora là nghệ sĩ có số lượng đĩa đơn nhất trên bảng xếp hạng Anh trong năm 2012, với ba đĩa đơn liên tiếp đạt vị trí hàng đầu.
Vào tháng 1 năm 2014, Adidas đã thông báo hợp tác với Ora về thương hiệu Adidas Originals. Cũng trong năm 2014, đĩa đơn "I Will Never Let You Down" của cô đã trở thành đĩa nhạc thứ tư của cô ở Anh, và cô đã xuất hiện trong "Black Widow" của Iggy Azalea, đạt vị trí cao nhất ở Anh và Mỹ. Đĩa đơn chính từ album phòng thu thứ hai Phoenix, "Your Song", đã đạt vị trí thứ 7 ở Anh vào tháng 7 năm 2017.

## Tiểu sử
Ora sinh ra ở Pristina, Cộng hòa Liên bang Xã hội chủ nghĩa Nam Tư (hiện tại là Kosovo), bố mẹ là người Albania. Mẹ cô, Vera (nhũ danh Bajraktari), là một bác sĩ tâm thần học, và cha cô, Besnik Sahatçiu, là một nhà kinh tế học và là một chủ quán rượu. Ora có một chị gái, Elena (người là một phần của đội ngũ quản lý của cô), và một em trai, Don. Họ của cô có nguồn gốc từ tiếng Thổ, Saatçi, có nghĩa là "thợ đồng hồ"), nhưng bố mẹ cô sau đó thêm Ora (có nghĩa là "thời gian" bằng tiếng Albanian) ở cuối để nó có thể dễ dàng phát âm.
Gia đình cô rời Kosovo vì lý do chính trị, vì cuộc bức hại của người Albania gốc Albania bắt đầu với sự tan rã của Nam Tư. Họ đã chuyển đến Luân Đôn, nước Anh năm 1991, khi cô mới được một tuổi. Cô lớn lên gần đường Portobello ở Tây Luân Đôn, và tham dự Thánh Cuthbert với Trường tiểu học St Matthias ở Earls Court, sau đó cô tốt nghiệp từ một trường nghệ thuật biểu diễn, Trường Múa Sylvia Young. Cô bắt đầu hát từ khi còn rất nhỏ.

## Cuộc đời và sự nghiệp
Ora sở hữu một giọng hát mezzo-soprano. Ora đã cho rằng Gwen Stefani và Beyoncé là những nữ ca sĩ có tầm ảnh hưởng lớn nhất của cô. Những ảnh hưởng âm nhạc khác của cô bao gồm Freddie Mercury, Christina Aguilera, Tina Turner, Aretha Franklin, Ella Fitzgerald, Etta James, Céline Dion, Bruce Springsteen, David Bowie và Sade. Ora cũng nói rằng cô đã được lấy cảm hứng từ bộ sưu tập của cha mẹ cô, trong đó có các nghệ sĩ như Prince và Earth, Wind & Fire, và nhiều người khác.
Ora nói tiếng Albania. Mẹ cô là người Công giáo và cha cô là một người Hồi giáo danh nghĩa. Khi được hỏi về tôn giáo của mình, Ora nói rằng cô không coi mình là tôn giáo, nhưng "nhiều hơn một người tinh thần". Ora coi mình là một nhà nữ quyền.
Ông nội của cô là Osman Bajraktari là lãnh sự Albania đến Nga (sau đó là một phần của Liên Xô). Ông nội của cô, Besim Sahatçiu, là một đạo diễn phim và sân khấu.
Vào ngày 10 tháng 7 năm 2015, Ora được bổ nhiệm làm đại sứ danh dự của Cộng hòa Kosovo do Chủ tịch nước Atifete Jahjaga tại Đại sứ quán Kosovo Luân Đôn tổ chức. Ora, người đã từng tham gia buổi lễ với cha mẹ của cô, cựu Thủ tướng Anh và vợ là Tony và Cherie Blair, cho biết cô đã "bị choáng ngợp" vì danh dự và cam kết giúp đỡ thanh niên Kosovo.
Vào năm 2017, cô được Tyra Banks chọn làm host cho chương trình truyền hình thực tế America's Next Top Model (mùa thứ 23)

## Danh sách đĩa hát
- Ora (2012)
- Phoenix (2018)

## Tour lưu diễn

#### Diễn chính
- Ora Tour (2012)
- Radioactive Tour (2013)
- The Girls Tour (2018)
- Phoenix World Tour (2019–20)

Góp mặt
- DJ Fresh – DJ Fresh Tour (2012)
- Drake – Club Paradise Tour (2012)
- Coldplay – Mylo Xyloto Tour (2012)

## Danh sách phim

### Phim
| Năm  | Tiêu đề                      | Vai diễn            | Ghi chú                   |
| ---- | ---------------------------- | ------------------- | ------------------------- |
| 2004 | Spivs                        | Rosanna             |                           |
| 2013 | Fast & Furious 6             | Race Caller         | Không được ghi credit     |
| 2014 | Lennon or McCartney          | Rita Ora            | Phim ngắn, đoạn phỏng vấn |
| 2015 | Năm mươi sắc thái            | Mia Grey            |                           |
| 2015 | Southpaw                     | Maria Escobar       |                           |
| 2017 | Năm mươi sắc thái đen        | Mia Grey            |                           |
| 2018 | Năm mươi sắc thái tự do      | Mia Grey            |                           |
| 2019 | Pokémon: Thám tử Pikachu     | Tiến sĩ Ann Laurent |                           |
| 2020 | Twist                        | Dodger              | Đang quay                 |
| 2024 | Descendants: The Rise of Red | Nữ hoàng Đỏ         |                           |
| TBA  | Wonderwell                   | Yana                |                           |

### Television
| Năm     | Tiêu đề                      | Vai diễn                    | Ghi chú                                     |
| ------- | ---------------------------- | --------------------------- | ------------------------------------------- |
| 2004    | The Brief                    | Jaclyn Livermore            | Tập: "Children" Credit là Rita Sahatçiu Ora |
| 2006    | Bombshell                    | Leylah                      | Tập 2                                       |
| 2012    | The X Factor                 | Giám khảo khách mời         | Phần 9, Vòng tuyển sinh ở London            |
| 2013    | 90210                        | Rita Ora                    | Tập: "Misery Loves Company"                 |
| 2015    | The Voice UK                 | Huấn luyện viên             | Phần 4                                      |
| 2015    | Empire                       | Rita Ora                    | Tập: "Who I Am"                             |
| 2015    | The X Factor                 | Giám khảo                   | Phần 12                                     |
| 2016–17 | America's Next Top Model     | Dẫn chương trình, giám khảo | Mùa 23                                      |
| 2017    | Boy Band                     | Dẫn chương trình, giám khảo | Phần 1                                      |
| 2017    | MTV Europe Music Awards      | Dẫn chương trình            |                                             |
| 2019    | RuPaul's Drag Race All Stars | Giám khảo khách mời         | Mùa 4                                       |
| 2020    | Masked Singer UK             | Giám khảo                   | Phần 1                                      |